# Ilie Bratu
Ilie Bratu (n. 14 octombrie 1948, Slobozia Mare, RSS Moldovenească) este un politician din Republica Moldova. Între 1990-1994, a fost membru în Parlamentul Republicii Moldova, fiind unul din cei 278 deputați care au semnat Declarația de Independență a Republicii Moldova.

## Distincții și decorații
- Ordinul Republicii (2012)[3]
- Medalia „Meritul Civic” (1996)[4]